# Conca (Córsega do Sul)
Conca é uma comuna francesa na região administrativa de Córsega, no departamento de Córsega do Sul. Estende-se por uma área de 77,96 km². 